# Eois parva
Eois parva är en fjärilsart som beskrevs av Paul Dognin 1918. Eois parva ingår i släktet Eois och familjen mätare. Inga underarter finns listade i Catalogue of Life.